# ATR 42 Surveyor
L'ATR 42 Surveyor, derivato dal velivolo civile ATR 42, è una versione militare sviluppata dall'Alenia Aeronautica denominata "MP" (Maritime Patrol - pattugliamento marittimo) in servizio con il Corpo delle capitanerie di porto - Guardia Costiera, la Guardia di Finanza e la Nigerian Air Force.
Alla versione militare è stato dato il nome di "Surveyor".
Nel gennaio 2008 è stata annunciata la firma del contratto per la fornitura di un ATR 42 MP all'Aeronautica militare libica. La consegna dell'aereo, inserito negli accordi italo-libici per il pattugliamento delle coste, era prevista nel corso del 2009. È dotata di telerilevamento.

## Tecnica

### Guardia di Finanza
L’ATR-42 Survey della Guardia di Finanza dispone del sistema di missione ATOS (Airborne Tactical Observation System), composto da una serie di sensori e di radar installati a bordo del velivolo. Tale sistema comprende un radar di ricerca, sensori elettro-ottico/infrarossi (EO/IR), ESM e sistemi di comunicazione con data link. Sulla coda e sul muso sono presenti i sensori ESM, parte di un sistema che individua e registra i segnali radar, permettendo successivamente di riconoscerli. Oltre al pattugliamento marittimo (MP), è in grado di svolgere missioni di Controllo Ambientale, Search and Rescue (SAR), trasporto sanitario, trasporto passeggeri, trasporto merci e anche aviolancio di paracadutisti. All’interno trovano spazio le consolle degli operatori del sistema ATOS, la postazione del TACCO (TACtical Coordinator), che tiene sotto controllo le comunicazioni e la Situational Awareness, e la postazione dei due assistenti di volo, che sono incaricati della gestione dei servizi in cabina, all’osservazione dalle finestre “a bolla”, alla sicurezza dell’aereo e alla gestione del gommone di salvataggio o al lancio di paracadutisti. A bordo è presente un gommone di salvataggio, che può essere lanciato in mare per soccorso ai naufraghi e dispone di una serie di viveri e piccoli strumenti per la sopravvivenza in mare in attesa del recupero. In questo caso sono previste una serie di manovre di sicurezza all’interno dell’aereo, come la depressurizzazione, l’imbracatura e il fissaggio degli operatori con speciali giubbini al velivolo.

### Guardia Costiera

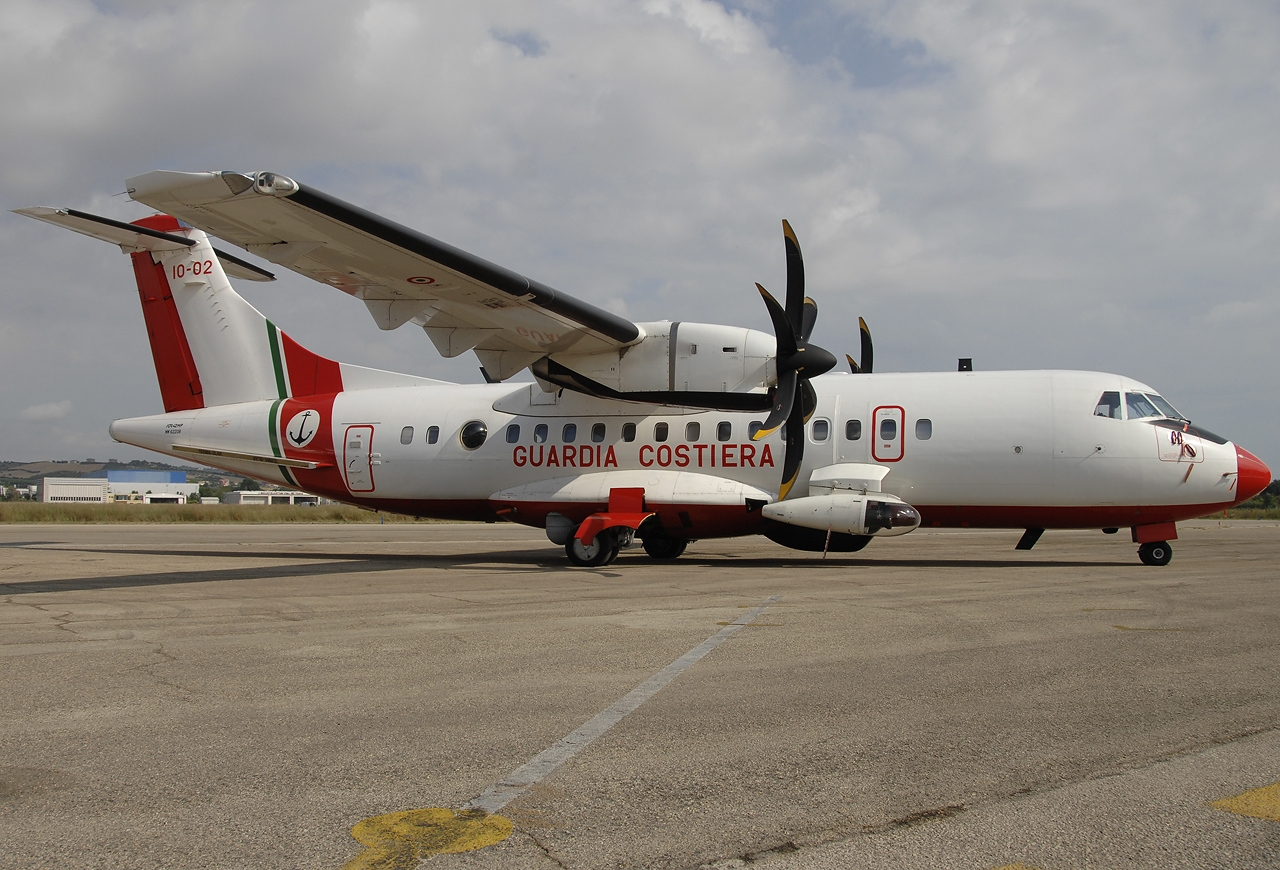
ATR 42 MP della Guardia Costiera

L’ATR 42 MP della Guardia Costiera è destinato prevalentemente al pattugliamento marittimo, SAR (ricerca e soccorso), monitoraggio delle acque, vigilanza antinquinamento e sorveglianza dei flussi migratori. Come ruoli secondari, ci sono il trasporto di materiali, di persone, lancio paracadutisti, evacuazione sanitaria e umanitaria. L’equipaggio è composto da pilota, copilota, ufficiale coordinatore, tre operatori di sistema e tre specialisti che svolgono anche il ruolo di osservatori. Il velivolo dispone di un Sistema di Missione MPMS (Maritime Patrol Mission System) con cui due operatori di volo possono visualizzare su tre consolle le immagini e i dati forniti dai sensori di ricerca. Dispone anche di un sistema di comunicazione integrato in grado di coprire le diverse bande di frequenza utilizzate nelle comunicazioni radio. I sensori comprendono il radar di ricerca, la cui antenna è posta nella zona ventrale anteriore dell’aereo in un radome, con la capacità di rilevare piccole imbarcazioni ad alta velocità e di ridotta riflessione e con una portata massima di 180 miglia nautiche (circa 330 km). Il radar consente anche di fornire una corretta interpretazione dei profili di costa e una funzione meteo. È presente un gruppo elettro-ottico costituito dai tre sensori ATV (Acquisition TV), FLIR(Forward Looking Infrared) e LRTV (Long Range TV). Sono poste due antenne del sistema SLAR (Side Looking Airborne Radar) su entrambi i lati della fusoliera, in grado di effettuare la ricerca di inquinamenti della superficie marina in un raggio di 75 km. Dispone anche di un apparato di analisi spettrografica multibanda ATM ENHANCED con la capacità di acquisire immagini digitali della superficie marina sorvolata nel visibile e nell’infrarosso per poi produrre, tramite appositi software, mappe tematiche relative alla salute dei mari (solidi sospesi, sostanze organiche, distribuzione della temperatura, ecc). Oltre ai sensori, l’aereo è dotato di due pod esterni nella parte anteriore della fusoliera, di cui il destro alloggia un faro di ricerca ad elevata intensità (tra 80 e 100 milioni di candele) e il sinistro un lanciatore di bengala. È presente una finestra a bolla su entrambi i lati della fusoliera e dalla porta posteriore è possibile l’aviolancio di zattere autogonfiabili per il soccorso di naufraghi.

## Impiego operativo

### Nigeria
Nel 2007 il governo nigeriano stipula un contratto con Alenia per la fornitura di due esemplari da destinare ai propri reparti per il pattugliamento marittimo delle proprie acque territoriali. Il primo dei due esemplari viene consegnato il 9 dicembre 2009 alla Nigerian Air Force la quale, nel corso del 2010 provvederà ad addestrare i propri equipaggi presso il Training Center ATR a Tolosa, in Francia.

## Utilizzatori
Italia
- Corpo delle capitanerie di porto - Guardia costiera
  - 2º Nucleo Aereo (Catania/Fontanarossa)
  - 3º Nucleo Aereo (Pescara)

1 ATR-42MP-420 acquistato nel 1998, 2 ATR-42MP-500, velivoli tutti in servizio all'aprile 2016. Un quarto ATR-42MP-600 acquistato a novembre 2024.
- Servizio aereo della Guardia di Finanza

3 ATR 42MP da pattugliamento marittimo ed 1 ATR 42 da trasporto consegnati negli anni novanta, tutti in servizio al novembre 2024.
 Libia
- Al-Quwwat al-Jawwiyya al-Libiyya

un ATR 42 MP (consegna contrattualmente prevista per il 2009).
 Nigeria
- Nigerian Air Force
  - 81st Air Maritime Group (Benin)

2 ATR 42MP-500 consegnati nel 2009-2010.